# Washing Machine
Washing Machine är ett musikalbum av Sonic Youth som släpptes i oktober 1995 på Geffen Records.

## Låtlista
1. Becuz
2. Junkie's Promise
3. Saucer-Like
4. Washing Machine
5. Unwind
6. Little Trouble Girl
7. No Queen Blues
8. Panty Lies
9. Untitled
10. Skip Tracer
11. The Diamond Sea